# Vysoká vojenská škola pozemního vojska ve Vyškově
Vysoká vojenská škola pozemního vojska ve Vyškově (zkratkou VVŠ PV) byla vojenská vysoká škola ve Vyškově, v místní části Dědice, existující mezi lety 1972–2004. Poskytovala vojenskoodborné vzdělání a vysokoškolské inženýrské nebo inženýrsko-ekonomické vzdělání pro výkon základních a středních důstojnických funkcí. Zanikla s ostatními českými vojenskými vysokými školami sloučením do Univerzity obrany.

## Historie
Vyškovská vojenská vysoká škola navázala na tradici vojenského školství v tomto městě. V roce 1937 zde vzniklo Učiliště útočné vozby, po druhé světové válce pak Tankové učiliště, které bylo v roce 1958 změněno na obecné Vojenské učiliště. Roku 1967 bylo učiliště zahrnuto do Velitelsko-organizátorské fakulty Vojenské akademie Antonína Zápotockého v Brně, která byla přesunuta právě do Vyškova. Tato fakulta byla roku 1972 přetransformována do Vysoké vojenské školy pozemního vojska kapitána Otakara Jaroše. O tři roky později byl název změněn na Vysokou vojenskou školu pozemního vojska trojnásobného Hrdiny ČSSR a Hrdiny SSSR armádního generála Ludvíka Svobody, který vydržel až do roku 1990. V roce 1979 byla škola rozčleněna na dvě fakulty, vševojskovou a druhů vojsk. V 90. letech 20. století byla VVŠ PV tvořena Fakultou řízení vojenských systémů a Fakultou ekonomiky obrany státu (od roku 2001 Fakulta ekonomiky obrany státu a logistiky), které byly roku 2003 sloučeny do jediné Fakulty ekonomiky a managementu.
Škola zanikla v roce 2004 v rámci reformy vojenského vysokého školství. K 1. září 2004 byla zřízena nová Univerzita obrany, která vznikla sloučením Vojenské akademie v Brně, Vysoké vojenské školy pozemního vojska ve Vyškově a Vojenské lékařské akademie Jana Evangelisty Purkyně v Hradci Králové. Sídlem Univerzity obrany se stal brněnský areál Vojenské akademie v Kounicově ulici. Z bývalé vyškovské školy se součástí nově vzniklé univerzity stala Fakulta ekonomiky a managementu, která byla rovněž přesunuta do Brna.